# Martin Kříž
Martin Kříž, né le 17 juin 1993, à Pardubice, en République tchèque, est un joueur tchèque de basket-ball. Il évolue au poste d'ailier fort. 

## Palmarès
- Champion de République tchèque 2012, 2013, 2014, 2015, 2016, 2017
- Coupe de République tchèque 2012, 2013, 2014, 2017